# Тритон загроський
Тритон загроський (Neurergus kaiseri) — вид хвостатих земноводних родини саламандрові.

## Поширення
Вид є ендеміком Ірану. Зустрічається лише у центральній частині гір Загрос у провінціях Лурестан та Хузестан у басейні річки Цесар на висоті 385-1500 м над рівнем моря.

## Опис
Загальна довжина тіла до 13 см. Забарвлення зверху чорне з численними білими округлими або витягнутими плямами, які у деяких особин зливаються в поздовжні вигнуті смуги, і довгою вузькою оранжево-червоною або жовтою смугою, що проходить уздовж спини від голови до основи хвоста, облямованою білими смугами і плямами. Черевце білувате або оранжево-червоне, може мати чорні мітки. За очима розташовані дві оранжево-червоні або жовті плями.

## Спосіб життя
Водний вид, що живе у джерелах, струмках, канавах і ніколи не виходить на сушу. Він поширений у районах з дубово-фісташковим рідколіссям з переважанням Quercus brantti і Pistacia spp. (P. atlantica та P. khinjuk).